# Masked Wolf
Masked Wolf, pseudonimo di Harry Michael (Sydney, 12 febbraio 1991), è un rapper australiano.

## Biografia
Nato a Sydney, Michael si è avvicinato alla musica fin da bambino, dichiarandosi «un grande fan dell'hip hop statunitense». All'età di 13 anni ha iniziato a scrivere i suoi primi testi, dopo aver imparato a suonare strumenti come il pianoforte, la chitarra e la batteria.
Durante l'adolescenza ha iniziato a pubblicare brani autoprodotti su SoundCloud, alcuni dei quali hanno attirato l'interesse dell'etichetta Teamwrk, con cui Michael ha firmato il suo primo contratto discografico. Il suo singolo di debutto, Speed Racer, è stato messo commercio nel 2018. Il 7 giugno 2019 è stato reso disponibile il brano Astronaut in the Ocean, il quale ha inizialmente ricevuto un discreto seguito entro i confini australiani; tuttavia, a partire dal tardo 2020, la canzone ha ritrovato un'inaspettata popolarità sui social media, permettendo al rapper di firmare un contratto con la Elektra Records che ha rilanciato il brano a livello globale il 6 gennaio 2021. Il singolo è presto diventato un grande successo negli Stati Uniti, tanto da riuscirsi a collocare nella top ten della Billboard Hot 100, piazzandosi alla 6ª posizione, mentre in patria è riuscito a spingersi fino al 4º posto della ARIA Singles Chart.
Il 10 settembre 2021 viene pubblicato il mixtape Astronomical attraverso la Teamwrk e la Warner, riuscendo a posizionarsi all'interno delle classifiche Canadian Album Chart e Top Heatseekers di Billboard con tale pubblicazione. Nel frattempo ha continuato a pubblicare vari singoli, collaborando con artisti come gli X Ambassadors, Bebe Rexha, i Bring Me the Horizon e Mike Posner.

## Discografia

### Album in studio
- 2024 – The Devil Wears Prada But God Wears Gucci

### Mixtape
- 2021 – Astronomical

### Singoli
- 2018 – Speed Racer
- 2019 – Vibin'
- 2019 – Numb
- 2019 – Astronaut in the Ocean
- 2019 – Evil on the Inside (con iiiConic)
- 2020 – Switch
- 2020 – Night Rader
- 2020 – Star (con Yung Gwopp)
- 2020 – Water Walkin
- 2021 – Astronaut in the Ocean (riedizione)
- 2021 – Gravity Glidin
- 2021 – Say So
- 2021 – Bop
- 2021 – Razor's Edge (feat. X Ambassadors)
- 2021 – It's You, Not Me (Sabotage) (con Bebe Rexha)
- 2022 – Fallout (con i Bring Me the Horizon)
- 2022 – Jenny, I'm Sorry (feat. Alex Gaskarth)
- 2022 – Madhouse (con Mike Posner)
- 2022 – Mercy (con Jauz)
- 2022 – Sailor on the Mood (con IDK e KayCyy)
- 2022 – Love on the Line (con i Vize e Leony)
- 2022 – Butterflies & Bandaids
- 2023 – The Story
- 2023 – Never the Same
- 2023 – 6ft Deep
- 2023 – Guidelines
- 2023 – Karma (con gli Our Last Night e Sam Tinnesz)
- 2023 – Dark Matter (con gli Awolnation)
- 2023 – Stone Cold Killer (con Ryan Oaks)
- 2024 – Know Me Better (con Vikkstar feat. Jme)
- 2024 – Give Me My Heart Back (con Lecrae)
- 2024 – Spiderman in Space
- 2024 – Hell or High Water
- 2024 – Tell Me Why
- 2024 – Sweeter
- 2024 – Pull the Trigger (con Lil Skies)
- 2025 – Been Through Hell (con Bliss n Eso, 360 e Benny Morrell)

#### Come artista ospite
- 2020 – The Den (Joel Fletcher e Restricted feat. Masked Wolf)
- 2021 – Something Beautiful (Tom Walker feat. Masked Wolf)

## Riconoscimenti
- American Music Awards
  - 2021 – Candidatura all'Artista rivelazione dell'anno[10]

- ARIA Music Awards
  - 2021 – Candidatura al Miglior artista per Astronaut in the Ocean[11]
  - 2021 – Candidatura all'Artista rivelazione per Astronaut in the Ocean[11]
  - 2021 – Candidatura alla Miglior pubblicazione hip hop per Astronaut in the Ocean[11]
  - 2021 – Candidatura al Miglior video per Astronaut in the Ocean[11]
  - 2021 – Candidatura alla Canzone dell'anno per Astronaut in the Ocean[11]

- Billboard Music Awards
  - 2022 – Candidatura al Miglior nuovo artista[12]
  - 2022 – Candidatura alla Miglior canzone virale per Astronaut in the Ocean[12]
  - 2022 – Candidatura alla Miglior canzone rap per Astronaut in the Ocean[12]

- Fonogram Awards
  - 2022 – Candidatura all'Album o registrazione internazionale dell'anno – rap/hip hop per Astronomical[13]

- MTV Europe Music Awards
  - 2021 – Candidatura al Miglior artista australiano[14]

- MTV Video Music Awards
  - 2021 – Candidatura alla Miglior canzone rivelazione per Astronaut in the Ocean[15]